# USS LST-595
O USS LST-595 foi um navio de guerra norte-americano da classe LST que operou durante a Segunda Guerra Mundial.